# Carex rhynchophysa
Carex rhynchophysa là một loài thực vật có hoa trong họ Cói. Loài này được Fisch., C.A.Mey. & Avé-Lall. mô tả khoa học đầu tiên năm 1843.